# Dasydytes monile
Dasydytes monile är en djurart som tillhör fylumet bukhårsdjur, och som beskrevs av Horlick 1975. Dasydytes monile ingår i släktet Dasydytes och familjen Dasydytidae. Inga underarter finns listade i Catalogue of Life.